# 真田重蔵
真田 重蔵（さなだ じゅうぞう、1923年5月27日 - 1994年5月30日）は、和歌山県和歌山市出身のプロ野球選手（投手、内野手）・コーチ、解説者・評論家。1948年から1954年途中までの登録名は真田 重男。
海草中のエースとして、1940年の夏の甲子園大会で優勝。1943年に朝日軍に入団して13勝を挙げる。戦後の1946年パシフィックに復帰すると25勝を挙げるが、同年に記録した被安打422、失点202、自責点163はいずれも日本プロ野球記録。その後、1948年まで3年連続20勝を記録し、セ・パ両リーグが分立した1950年にはセ・リーグ記録となる39勝を挙げ、松竹のセ・リーグ優勝に貢献する。引退後は、東京・阪急・近鉄で投手コーチを務めた。1990年に野球殿堂入り。

## 来歴・人物

### プロ入りまで
実家は和歌山市内で果物菓子商を営む家庭で、七人兄弟の末子として生まれる。和歌山市立吹上尋常小学校から和歌山高等小学校を経て、1938年に海草中（現:向陽高校）に入学。スポーツに関して天性の才能があり何をやらせても抜群で、尋常小学校5年生の時には、全国小学校相撲大会で優勝したという。
海草中では嶋清一の3年後輩に当たる。当初は一塁手や捕手を務めた後、2年生の1939年には夏の甲子園大会に三塁手・5番で出場、嶋の伝説的な快投による全国制覇のメンバーとなる。嶋の進学を受けて投手に転向。真田は当初転向を渋っていたが、明治大学OBの長谷川信義監督の厳しい指導を受けて嶋の後を継ぐエースとなる。1940年の夏の甲子園大会に優勝して海草中の2連覇達成に貢献し、戦前最後の怪腕と呼ばれた。3連覇を目指していた1941年の夏の甲子園大会は文部省の指示で中止となるが、秋の明治神宮中等野球大会では海草中の3連覇をもたらした。なお、1942年に文部省主催の全国中等学校野球大会が開催されるが、この大会では出場規定に満19歳未満という年齢制限が追加されたため、真田は出場することができなかった。同年の秋の明治神宮中等野球大会では4連覇を達成。

### プロ野球現役時代
戦前（朝日軍時代）
1943年に朝日軍に入団。これは中学時代の活躍に注目した朝日の球団オーナー・田村駒治郎の肝煎りによるものだった。田村は入団時から真田に目をかけ、他の選手が田村邸（一楽荘）の敷地にある合宿所住まいだった中で、真田だけを書生と同じように自邸の離れに住まわせるほどだった。後年の小鶴誠らとの不和には、生え抜きである真田といわゆる赤嶺一派に属し大映スターズから移籍した小鶴らとの確執に加え、こうした差別待遇も背景があったとされる。1943年は新人ながら13勝防御率1.98（リーグ7位）を記録し、朝日の上位進出（3位）に貢献する。また、この年の10月1日の南海戦では9回まで無安打無失点で抑えながら、延長10回裏2死から中野正雄に左前安打を打たれ、惜しくもノーヒットノーランを逃している（結局3-0で完投勝ち）。職業野球の傍らで、真田は日本大学大阪専門学校（現:近畿大学）にも学籍を置いていたが、これにより学徒とみなされて、同年秋の学徒出陣により海軍に入隊する。このため、戦前のプロ野球での実績は1943年の1シーズンのみであった。
海軍では航空隊を志願するも不合格となり、1944年6月に横須賀の通信隊に配属されて、嶋と再会した。嶋と真田は9月に揃って和歌山・由良の紀伊防備隊に転属したが、2ヶ月足らずで真田は特殊潜航艇の要員として石川県に再び転属し、終戦を迎えた。
戦後（太平・太陽・松竹時代）
1946年に田村が新たに創設したパシフィックに入団してプロ野球界に復帰。関西の4チームによる正月大会から参加すると、寄せ集めチームの中で阪急相手に冴えたピッチングを見せた。速球と「懸河のドロップ」を武器に1946年から1948年まで3年連続20勝を挙げる。1946年は5月26日のグレートリング戦で4失点完投勝利を収めるが、パシフィック監督の藤本定義がこの試合に登録を認められていなかった藤井勇を出場させたことから、この試合が没収試合（9-0でグレートリングの勝利）となったため、真田の勝利投手が取り消されてしまう。さらに、真田は暑さと酷使で体力が落ちていたためか、7月20日の大阪戦に先発し3回途中9安打6失点でノックアウトされる。さらに、翌21日の阪急戦でも先発し完投するも、22安打13失点と2日連続で滅多打ちに遭っているが、この試合で浴びた22被安打はNPB最多記録となっている。シーズンではチームの全投球回数の約半分に達する464回2/3（NPB史上3位）を投げ、25勝26敗、防御率3.15（リーグ12位）の成績を残すが、この年の被安打422、失点202、自責点163はいずれもNPB記録として残っている。この年の8月に宇高産業が新たなプロ野球チーム（のちの宇高レッドソックス）を結成して、日本野球連盟傘下の各球団の主力選手（巨人の藤本英雄、近畿の安井亀和・河西俊雄ら）に引き抜き攻勢をかけた際、ターゲットとなった真田は支度金を受け取ってしまう。これに気づいたパシフィックオーナーの田村駒治郎は日本野球連盟の鈴木龍二に対応を依頼し事態を収拾させている。
1947年春先に賭け屋（野球賭博関係者）と付き合いがあるとの疑いを受け、藤本から出場停止を言い渡される。真田は潔白を主張するも藤本に取り合ってもらえないうちに、今度は国民リーグの松戸アスレチックスの大塚幸之助から支度金5万円、月給7000円の条件で勧誘を受けた。真田は太陽ロビンス（パシフィックから改名）に戻ることは不可能と考え、アスレチックスと契約を結んでしまう。真田が起用されないことに気づいた、田村駒治郎は藤本と真田を呼びつけて経緯を確認すると、5万円の小切手を準備して松戸にいる大塚を訪ねて、真田とアスレチックの契約を取り消させ、藤本に対して真田を起用するように指示した。結局、真田はシーズンでは23勝21敗、防御率2.38（リーグ14位）と活躍するが、この処置に納得できない藤本はシーズン終了後に監督を辞任してしまった。
1948年9月6日の大阪タイガース戦で1リーグ時代最後のノーヒットノーランを達成。遊撃手・松本和雄の1失策があり完全試合は逃すが、NPB史上初の無四死球となる準完全試合であった。この年は5-6月に右肘の故障により約1ヶ月半休んだが、シーズンでは25勝（19敗）と3年連続20勝を挙げ、防御率も2.21とリーグ6位につけた。当時の真田は人気選手で、同年にはデイリースポーツが掲載した女性野球ファンによる座談会に天保義夫（阪急ブレーブス）とともに登場している。1949年は故障による不調で、13勝13敗、防御率4.13（リーグ19位）に終わった。
2リーグ分裂後の1950年には最多勝となる39勝（防御率3.05〔リーグ8位〕）を挙げて、沢村賞とベストナインを獲得し、また、投手ながら2本塁打、36打点を記録するなど、松竹のリーグ優勝に大きく貢献した。ちなみにこの年の真田の39勝とチームの98勝は、現在でもセ・リーグ記録となっている。同年の日本シリーズでは、シーズンで400回近くを投げた疲労により本調子でない中、第3戦と5戦に先発。3戦は6失点と打ち込まれながらも完投してサヨナラ勝ち、逆に5戦は2-2で同点の9回2死まで投げるが右膝上肉離れを起こして降板、代わった大島信雄が味方の失策で決勝点を奪われ敗れる対照的な結果となった。最終の第6戦ではケガをした三村勲に代わって途中から真田が三塁を守る。7-7の延長11回裏二死一・三塁の場面で伊藤庄七の三塁ゴロを処理して二塁へ送球するが、野手と走者が交錯して金山次郎が落球する間に毎日がサヨナラのホームを踏み、松竹は日本一を逃した。日本シリーズ終了後に実施された最高殊勲選手（MVP）投票では小鶴誠の12票に対し、真田は7票（投票総数41票）で次点にとどまり、獲得はならなかった（これに関する詳細は後述）。1951年はそれまでの酷使で肘を痛め、24試合の登板（7勝6敗）にとどまる。同年12月に肘痛が完治する見込みがないため戦力外と発表されるが、その日のうちに大阪タイガースに移籍。真田をかわいがっていた田村駒治郎は経営する田村駒の業績悪化で球団経営にまで手が回らず、移籍は田村の知らない所で決まった。
戦後（阪神時代）
1952年5月7日の広島戦で2回目のノーヒットノーランを達成。同年は16勝、防御率1.97（リーグ3位）を挙げて復活した。通算打率.255と打撃もよく、現役晩年は三塁手としても出場した。1954年7月25日の中日戦（大阪スタヂアム）では、3点をリードされた延長10回裏に代打として起用されて三振に終わったが、3ストライク目がファウルチップで捕手が落球したとして、阪神の松木謙治郎監督と藤村富美男が抗議。ファンがグラウンドになだれ込んで試合が一時中断し、この試合は阪神の放棄試合となった。因果関係は不明だが、この翌日の7月26日より登録名を本名の真田重蔵に変えている。
1956年は登板機会はなく、三塁手のみの出場だった。同年オフに発生した藤村排斥事件では排斥派の一人となる。12月4日に球団側から金田正泰とともに「来季の契約更改をおこなわない」との通告を受ける。球団側は12月25日に金田は復帰させたが、真田については「力の衰えから戦力にならないため」という理由で方針を変更せず、真田はそのまま退団した。真田自身は後年「（球団との仲介をした外部の人間から）金田も帰るからお前も帰ってこいといわれた。しかし、そんな気になれんかった」と述懐している。真田は後日「野球界の一匹オオカミは真田だけだった」と藤村富美男がコメントしているのを読んだという。
プロ (NPB)通算178勝は、甲子園大会とプロ野球の両方で選手として優勝を経験した投手としては、2024年シーズン終了時点で最多勝記録である。この記録には桑田真澄があと5勝まで迫っていたが、2007年にメジャーリーグに移籍し、未勝利のままで引退した。

### 引退後
引退後はスポーツニッポン評論家（1957年）や東海ラジオ初代解説者（1960年）を務め、スポニチでは社内野球大会に出場して本塁打を放っている。1958年からは評論活動の傍らで明星高校監督となり、1963年の夏の甲子園で優勝した。甲子園優勝投手が甲子園優勝監督となった第1号である。在任中は当時主流の根性野球とはまるで違う伸び伸びした環境の中で選手をプレーさせ、打順ごとに各打者に役割を課し、1、2番打者は走塁と犠打を、中軸には長打を求めた。真田自ら打撃投手を買って出て、プロ仕込みの速球、カーブを投じた。真田は解説の仕事で指導に行けない日は選手が練習メニューを決め、サッカー部と共用のグラウンドが使えない日は大阪城まで走った。和田徹を送り出したが、アマチュア球界のプロ野球経験者に対する冷たい態度に嫌気がさして辞任した。
1964年にプロ球界へ復帰し、東京オリオンズの一軍投手コーチに就任したが、1965年退任。以降は阪急ブレーブス一軍投手コーチ（1966年 - 1971年）を務め、3連覇を含む4度のリーグ優勝に貢献。その後はサンテレビボックス席解説者（1974年）を経て、近鉄バファローズ一軍投手コーチ（1978年 - 1981年）を務め、チームのリーグ2連覇に貢献。阪急と近鉄で合計10年、コーチとして同郷の先輩であった西本幸雄監督をサポートしたが、阪急時代には投手をつぎ込もうとする西本に対して「監督の気持ちはわかるが、それは無茶です」と制止していたという。
その後は1988年まで大阪市内の会社役員を務めた。1990年には野球殿堂入り。晩年にはボーイズリーグチームの監督を務め、弱小チームを全国大会出場に導いている。
1994年5月30日死去。71歳没。

## 1950年のMVPをめぐって
中野晴行の『球団消滅 幻の優勝チーム・ロビンスと田村駒治郎』によると、1950年のシーズン中、オーナーの田村は最高殊勲選手（MVP）は真田と考えて、真田に「もし最高殊勲選手を取ったら、小鶴誠には自分から賞金を出す」と話した。これは「真田ばかりかわいがられている」と見られることを案じたものであったが、真田が「もし小鶴が取った場合は自分に金を出すということか」と問うと田村は「そういうことになるか」と返答する。日本シリーズ敗退後に最高殊勲選手が小鶴と発表されると、真田は「最高殊勲選手が取れなくても社長が金をくれると言っている」とチームメイトに話してしまい、これがチーム内に波紋を広げ、監督の小西得郎には「日本シリーズ中に田村から金を渡された」と歪んで伝わることになった。
この件に関しては小西の回想録『したいざんまい』では、シリーズ前にMVPが小鶴に決まったことで、田村が真田に「おれがそれ以上のことをしてやる（金でやる）」と告げたことを真田が他の選手に話したとある。また、鈴木龍二は回顧録『プロ野球と共に五十年』で「日本シリーズ中（シリーズ前と書いた箇所もあり）に最高殊勲選手が小鶴と発表されたので、田村が真田に金を渡し、チーム内に内紛が生じてシリーズに敗れた」と記している。しかし、実際に最高殊勲選手が発表されたのは日本シリーズ終了後の11月30日で、前後関係からは「シリーズ前または途中にMVPが決まったため、田村が真田に金を渡す話をした（または渡した）」という話は成り立たない。中野の本にはこの二つの著作も「参考文献」として挙げられており、その上で異なる記述をしている点に留意する必要がある。

## 選手としての特徴
調子の良い日は手が付けられないほど剛速球を決め、最後は決まってドロップで勝負したことから、「ドロップの真田」と呼ばれた。そのドロップは「懸河の」と形容され、スピードのある内角高めの球が一旦浮き上がったように見えた途端、外角低めに急速に落下した。しかし、弱小チームで酷使され続けたために右肘痛持ちで、調子が悪い日は滅多打ちを食らうこともあった。
抜群の気力・体力を誇った上に、性格は意地っ張りで、スター意識の強いサムライと言われた。

## 詳細情報

### 年度別投手成績
| 年 度      | 球 団                            | 登 板 | 先 発 | 完 投 | 完 封 | 無 四 球 | 勝 利 | 敗 戦 | セ 丨 ブ | ホ 丨 ル ド | 勝 率 | 打 者 | 投 球 回 | 被 安 打 | 被 本 塁 打 | 与 四 球 | 敬 遠 | 与 死 球 | 奪 三 振 | 暴 投 | ボ 丨 ク | 失 点 | 自 責 点 | 防 御 率 | W H I P |
| ---------- | -------------------------------- | ----- | ----- | ----- | ----- | -------- | ----- | ----- | -------- | ----------- | ----- | ----- | -------- | -------- | ----------- | -------- | ----- | -------- | -------- | ----- | -------- | ----- | -------- | -------- | ------- |
| 1943       | 朝日 パシフィック 太陽 大陽 松竹 | 37    | 29    | 24    | 7     | 1        | 13    | 13    | --       | --          | .500  | 1147  | 278.0    | 196      | 2           | 135      | --    | 3        | 106      | 3     | 0        | 78    | 61       | 1.97     | 1.19    |
| 1946       | 朝日 パシフィック 太陽 大陽 松竹 | 63    | 49    | 43    | 4     | 1        | 25    | 26    | --       | --          | .490  | 1996  | 464.2    | 422      | 4           | 205      | --    | 9        | 200      | 10    | 0        | 202   | 163      | 3.15     | 1.35    |
| 1947       | 朝日 パシフィック 太陽 大陽 松竹 | 52    | 44    | 42    | 5     | 2        | 23    | 21    | --       | --          | .523  | 1720  | 424.0    | 343      | 9           | 156      | --    | 2        | 152      | 2     | 0        | 141   | 112      | 2.38     | 1.18    |
| 1948       | 朝日 パシフィック 太陽 大陽 松竹 | 58    | 42    | 34    | 9     | 6        | 25    | 19    | --       | --          | .568  | 1574  | 392.2    | 317      | 10          | 102      | --    | 2        | 172      | 3     | 0        | 116   | 97       | 2.22     | 1.07    |
| 1949       | 朝日 パシフィック 太陽 大陽 松竹 | 33    | 24    | 15    | 2     | 2        | 13    | 13    | --       | --          | .500  | 826   | 191.1    | 201      | 21          | 56       | --    | 1        | 87       | 1     | 1        | 107   | 88       | 4.13     | 1.34    |
| 1950       | 朝日 パシフィック 太陽 大陽 松竹 | 61    | 36    | 28    | 5     | 5        | 39    | 12    | --       | --          | .765  | 1583  | 395.2    | 340      | 39          | 81       | --    | 3        | 191      | 3     | 0        | 151   | 134      | 3.05     | 1.06    |
| 1951       | 朝日 パシフィック 太陽 大陽 松竹 | 24    | 12    | 1     | 1     | 0        | 7     | 6     | --       | --          | .538  | 418   | 94.2     | 110      | 15          | 25       | --    | 0        | 33       | 0     | 0        | 62    | 56       | 5.31     | 1.43    |
| 1952       | 大阪                             | 38    | 28    | 14    | 4     | 2        | 16    | 9     | --       | --          | .640  | 919   | 228.0    | 198      | 13          | 50       | --    | 4        | 80       | 0     | 0        | 71    | 50       | 1.97     | 1.09    |
| 1953       | 大阪                             | 22    | 19    | 7     | 1     | 0        | 8     | 6     | --       | --          | .571  | 516   | 128.1    | 124      | 6           | 21       | --    | 3        | 28       | 0     | 0        | 55    | 46       | 3.21     | 1.13    |
| 1954       | 大阪                             | 21    | 7     | 2     | 0     | 0        | 7     | 2     | --       | --          | .778  | 389   | 93.2     | 91       | 9           | 29       | --    | 1        | 26       | 1     | 0        | 39    | 36       | 3.45     | 1.28    |
| 1955       | 大阪                             | 7     | 6     | 1     | 1     | 1        | 2     | 1     | --       | --          | .667  | 111   | 26.0     | 29       | 2           | 9        | 2     | 1        | 8        | 0     | 0        | 14    | 11       | 3.81     | 1.46    |
| 通算：11年 | 通算：11年                       | 416   | 296   | 211   | 39    | 20       | 178   | 128   | --       | --          | .582  | 11199 | 2717.0   | 2371     | 130         | 869      | 2     | 29       | 1083     | 23    | 1        | 1036  | 854      | 2.83     | 1.19    |

- 各年度の太字はリーグ最高、赤太字はNPBにおける歴代最高
- 朝日は、1946年にパシフィックに、1947年に太陽（太陽ロビンス）に、1948年に大陽（大陽ロビンス）に、1950年に松竹（松竹ロビンス）に球団名を変更

### 年度別打撃成績
| 年 度      | 球 団                            | 試 合 | 打 席 | 打 数 | 得 点 | 安 打 | 二 塁 打 | 三 塁 打 | 本 塁 打 | 塁 打 | 打 点 | 盗 塁 | 盗 塁 死 | 犠 打 | 犠 飛 | 四 球 | 敬 遠 | 死 球 | 三 振 | 併 殺 打 | 打 率 | 出 塁 率 | 長 打 率 | O P S |
| ---------- | -------------------------------- | ----- | ----- | ----- | ----- | ----- | -------- | -------- | -------- | ----- | ----- | ----- | -------- | ----- | ----- | ----- | ----- | ----- | ----- | -------- | ----- | -------- | -------- | ----- |
| 1943       | 朝日 パシフィック 太陽 大陽 松竹 | 42    | 115   | 104   | 4     | 23    | 0        | 2        | 0        | 27    | 6     | 2     | 0        | 3     | --    | 7     | --    | 1     | 8     | --       | .221  | .277     | .260     | .536  |
| 1946       | 朝日 パシフィック 太陽 大陽 松竹 | 63    | 188   | 177   | 20    | 42    | 5        | 3        | 1        | 56    | 16    | 0     | 0        | 0     | --    | 10    | --    | 1     | 9     | --       | .237  | .282     | .316     | .598  |
| 1947       | 朝日 パシフィック 太陽 大陽 松竹 | 55    | 173   | 166   | 15    | 39    | 3        | 3        | 2        | 54    | 17    | 2     | 1        | 2     | --    | 5     | --    | 0     | 9     | --       | .235  | .257     | .325     | .583  |
| 1948       | 朝日 パシフィック 太陽 大陽 松竹 | 66    | 166   | 155   | 17    | 32    | 6        | 1        | 1        | 43    | 13    | 3     | 0        | 5     | --    | 6     | --    | 0     | 11    | --       | .206  | .236     | .277     | .513  |
| 1949       | 朝日 パシフィック 太陽 大陽 松竹 | 52    | 105   | 96    | 14    | 27    | 4        | 2        | 2        | 41    | 13    | 0     | 0        | 1     | --    | 8     | --    | 0     | 6     | --       | .281  | .337     | .427     | .764  |
| 1950       | 朝日 パシフィック 太陽 大陽 松竹 | 73    | 197   | 172   | 28    | 54    | 13       | 2        | 2        | 77    | 36    | 2     | 0        | 3     | --    | 22    | --    | 0     | 19    | 3        | .314  | .392     | .448     | .839  |
| 1951       | 朝日 パシフィック 太陽 大陽 松竹 | 39    | 65    | 60    | 9     | 19    | 2        | 0        | 1        | 24    | 13    | 1     | 0        | 0     | --    | 5     | --    | 0     | 6     | 2        | .317  | .369     | .400     | .769  |
| 1952       | 大阪                             | 78    | 141   | 129   | 11    | 41    | 4        | 0        | 0        | 45    | 18    | 1     | 1        | 0     | --    | 12    | --    | 0     | 10    | 2        | .318  | .376     | .349     | .725  |
| 1953       | 大阪                             | 33    | 69    | 64    | 10    | 14    | 5        | 0        | 0        | 19    | 10    | 2     | 0        | 0     | --    | 5     | --    | 0     | 9     | 4        | .219  | .275     | .297     | .572  |
| 1954       | 大阪                             | 73    | 150   | 128   | 16    | 33    | 5        | 1        | 1        | 43    | 29    | 2     | 0        | 2     | 4     | 15    | --    | 1     | 17    | 3        | .258  | .340     | .336     | .676  |
| 1955       | 大阪                             | 16    | 19    | 19    | 2     | 5     | 1        | 0        | 0        | 6     | 1     | 0     | 0        | 0     | 0     | 0     | 0     | 0     | 4     | 1        | .263  | .263     | .316     | .579  |
| 1956       | 大阪                             | 77    | 128   | 116   | 8     | 24    | 3        | 0        | 2        | 33    | 10    | 0     | 0        | 0     | 2     | 10    | 1     | 0     | 30    | 2        | .207  | .270     | .284     | .554  |
| 通算：12年 | 通算：12年                       | 667   | 1516  | 1386  | 154   | 353   | 51       | 14       | 12       | 468   | 182   | 15    | 2        | 16    | 6     | 105   | 1     | 3     | 138   | 17       | .255  | .309     | .338     | .646  |

- 朝日（朝日軍）は、1946年にパシフィックに、1947年に太陽（太陽ロビンス）に、1948年に大陽（大陽ロビンス）に、1950年に松竹（松竹ロビンス）に球団名を変更

### タイトル
- 最多勝利：1回 （1950年）
- 最多奪三振：1回 （1946年）※当時連盟表彰なし

### 表彰
- 沢村栄治賞：1回 （1950年）
- ベストナイン：2回 （1948年、1950年）
- 野球殿堂競技者表彰（1990年）

### 記録
- ノーヒットノーラン：2回
  - 1948年9月6日、対大阪タイガース戦、阪神甲子園球場、1リーグ制最後
  - 1952年5月7日、対広島カープ戦、阪神甲子園球場
- シーズン勝利数：39勝、1950年 ※NPB歴代4位、セ・リーグ記録
- シーズン投球回数：464回2/3、1946年 ※NPB歴代3位、戦後最多
- シーズン最多失点：202、1946年 ※NPB記録
- シーズン最多自責点：163、1946年 ※NPB記録
- シーズン最多被安打：422、1946年 ※NPB記録
- 1試合最多被安打：22、1946年7月21日対阪急戦 ※NPB記録[31]
- 没収試合による勝利投手の消滅：1946年5月26日対グレートリング戦[32]

### 背番号
- 18 （1943年、1946年 - 1951年）
- 6 （1952年 - 1953年）
- 5 （1954年 - 1956年）
- 52 （1964年 - 1965年）
- 51 （1966年 - 1971年）
- 70 （1978年 - 1981年）

### 登録名
- 真田 重蔵 （さなだ じゅうぞう、1943年、1946年 - 1948年9月25日、1954年7月26日[19] - 1956年、1964年 - 1971年、1978年 - 1981年）
- 真田 重男 （さなだ しげお、1948年9月26日 - 1954年7月25日[19]）